# Center for Integrated Protein Science Munich

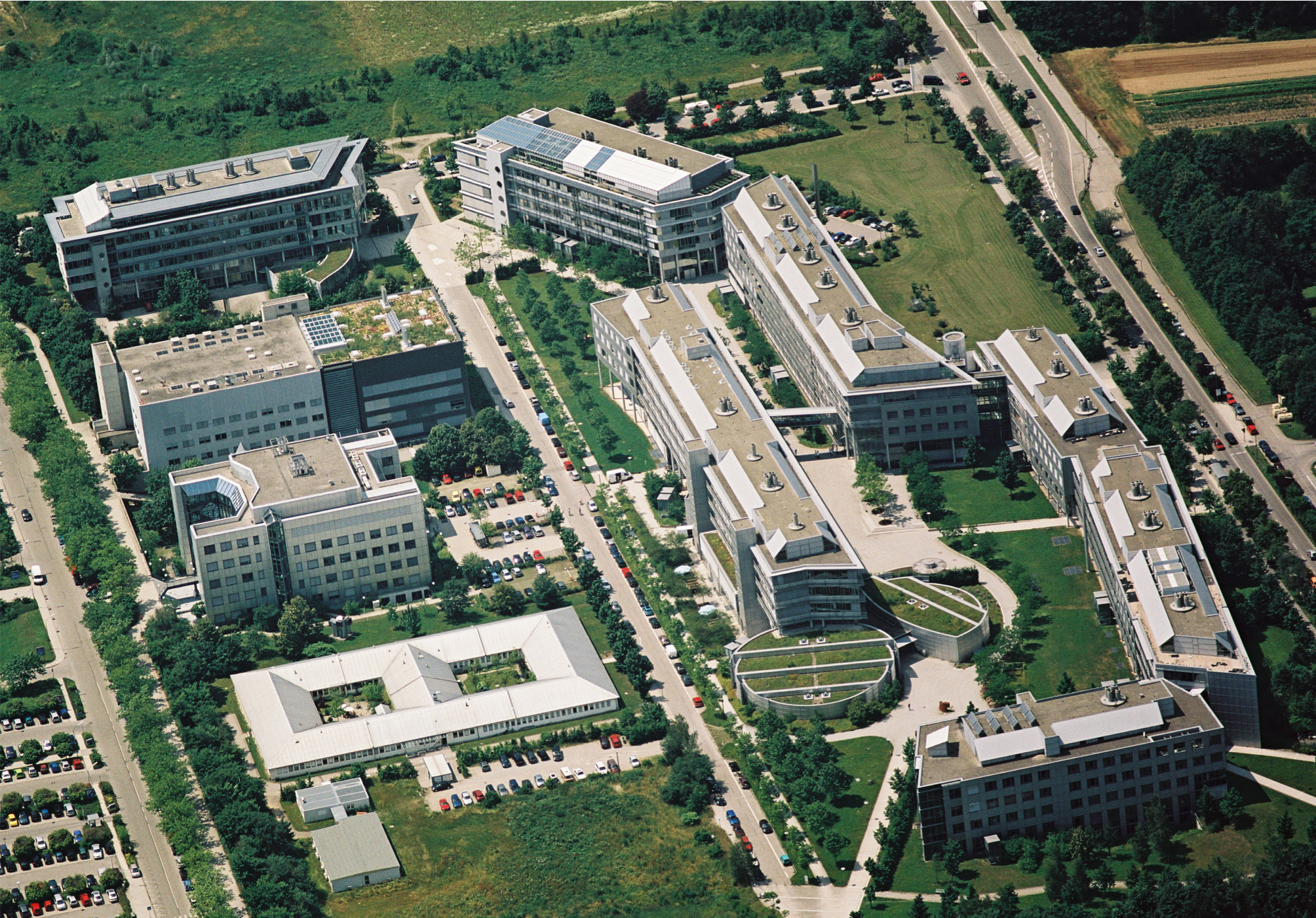
Sitz des CIPS^{M} in München (Bildmitte)

Das Center for Integrated Protein Science Munich (CIPSM) ist ein naturwissenschaftlicher Exzellenzcluster mit Sitz in München. Es ist ein Zusammenschluss von Forschergruppen der Ludwig-Maximilians-Universität München, der Technischen Universität München, des Helmholtz Zentrums München und der Max-Planck-Institute für Biochemie und Neurobiologie in Martinsried. Das Zentrum befasst sich mit isolierten Proteinen bis hin zu Proteinen in lebenden Organismen, wobei Methoden der Biophysik, Biochemie, Medizin und Biologie Anwendung finden.

## Ziele
Proteine spielen als biologische Makromoleküle für alle lebenden Organismen eine bedeutende funktionelle und Struktur-gebende Rolle, welche jedoch im Detail noch nicht vollständig verstanden wird. Durch die Untersuchung von isolierten Proteinen bis hin zu Proteinen in lebenden Organismen (zum Beispiel Zebrafischen oder Escherichia coli-Bakterien) insbesondere im Hinblick auf Interaktionen, strukturelle Einflüsse (zum Beispiel Proteinfaltung, Struktur von Proteinkomplexen, Interaktionen von Proteinen mit Nukleinsäuren und Manipulation von Proteinfunktionen) und neurodegenerative Erkrankungen, soll grundlegendes Wissen über diese Makromoleküle erhalten werden, welches in der Zukunft Fortschritte in der Biomedizin und Biotechnologie ermöglichen könnte.

## Organisation

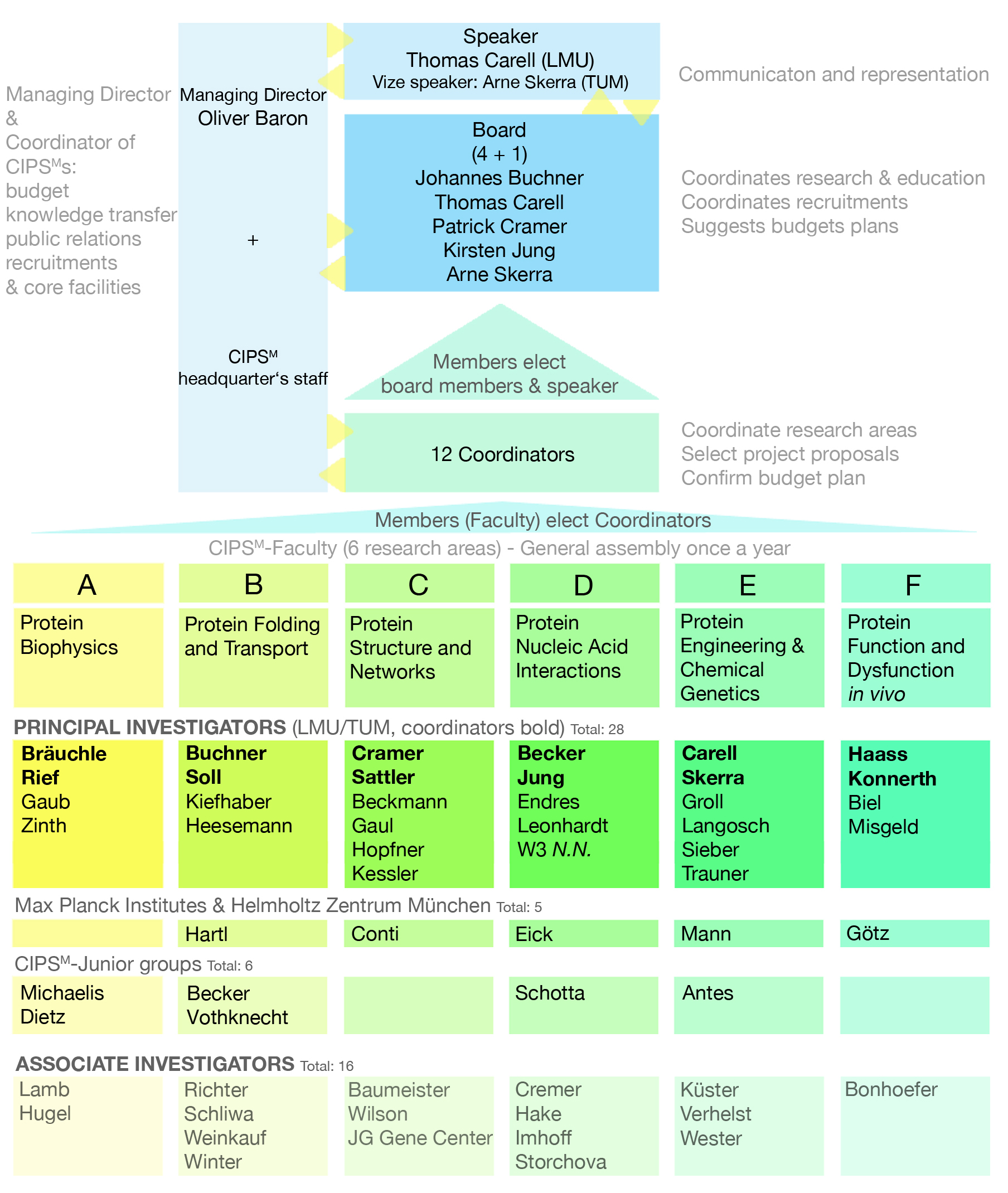
Organigramm des CIPS^{M}

Der Exzellenzcluster ist in sechs Forschungsgebiete unterteilt.
| Research Area | Forschungsgebiet                          | Principal Investigators                                     | Junior Groups      | Associate Professors               |
| ------------- | ----------------------------------------- | ----------------------------------------------------------- | ------------------ | ---------------------------------- |
| A             | Protein Biophysics                        | Rief, Bräuchle, Zinth, Gaub                                 | Michaelis, Dietz   | Lamb, Hugel                        |
| B             | Protein Folding and Transport             | Buchner, Soll, Kiefhaber, Heesemann, Hartl                  | Becker, Vothknecht | Richter, Schliwa, Weinkauf, Winter |
| C             | Protein Structure and Networks            | Cramer, Sattler, Hopfner, Beckmann, Sattler, Kessler, Conti |                    | Baumeister, Wilson                 |
| D             | Protein Nucleic Acid Interactions         | Becker, Jung, Endres, Leonhardt, Eick                       | Schotta            | Cremer, Hake, Imhoff, Storchowa    |
| E             | Protein Engineering and Chemical Genetics | Carell, Skerra, Langosch, Groll, Trauner, Sieber, Mann      | Antes              | Küster, Wester, Verhelst           |
| F             | Protein Function and Dysfunction in vivo  | Haass, Konnerth, Biel, Götz, Misgeld                        |                    | Bonhoefer                          |

Jedes Gebiet (A–F) wird von zwei Koordinatoren vertreten, welche nach Absprache mit dem Vorstand über die Berufung neuer Professuren entscheiden und aus ihrer Mitte den Vorstand aus vier Forschern und einem Mitglied, welches für Familien- und Frauenförderung zuständig ist, wählen.
Die Mitglieder des Vorstands sind vor allem für Forschung, Lehre und Förderung des akademischen Nachwuchs zuständig und vertreten den Cluster vor den Leitungen ihrer jeweiligen Universitäten. Der Sprecher des Vorstands und sein Stellvertreter sorgen sich insbesondere um die Betreuung und Anwerbung von Nachwuchsprofessuren.
Die Arbeitsgruppenleiter (unterschieden in Principal Investigators und Associate Investigators) treffen sich einmal im Jahr in der Generalversammlung und beschließen über die Verteilung der finanziellen Mittel.
Die Führung der Arbeitsgruppen erfolgt individuell und in Eigenverantwortung der Arbeitsgruppenleiter. Regelmäßige Absprachen zwischen Arbeitsgruppenleitern und Koordinatoren des Forschungsgebiets ermöglichen eine ganzheitliche Führung des Clusters. Die Rolle des Sprechers des Exzellenzclusters erstreckt sich auch auf die Vertretung der Interessen des Clusters gegenüber den beteiligten Universitäten und Institutionen, weshalb er mit ihnen Verhandlungen über Angelegenheiten der Lehre, der Finanzierung und des Personals führt.
Die Verwaltung und Überwachung aller für das jeweilige Haushaltsjahr bewilligten Fördermittel, das Einstellen des Personals, das Management der kompletten Clusterangelegenheiten, der Kauf von Großgeräten und die Organisation von Veranstaltungen wie Symposien, Konferenzen und Workshops (siehe Veranstaltungen und Konferenzen), sowie die Bearbeitung von Bewerbungen und Öffentlichkeitsarbeit fallen in das Aufgabengebiet des Geschäftsführers.

## Ausschuss für Familien- und Frauenförderung (AFF)
Die Förderung weiblicher Forscher im CIPSM erfolgt durch das Förderprogramm AFF mit den Zielen, den Anteil an Wissenschaftlern mit Kindern, Wissenschaftlerinnen mit Habilitation oder Professur und Wissenschaftlerinnen in Leitungspositionen zu erhöhen. Der Ausschuss wird vom Vorstandsmitglied geleitet, welches speziell für Familien- und Frauenförderung zuständig ist.
Dieses Förderprogramm soll dazu dienen, die durch die Elternzeit bedingten Barrieren auf die wissenschaftliche Laufbahn herabzusetzen. Nachwuchswissenschaftlern mit Kind(ern) kann im Rahmen des Programms eine Stelle für einen Technischen Assistenten (TV-L E9) für die Unterstützung der Forschung gestellt werden, außerdem kann auf Antrag eine Haushaltshilfe zur häuslichen Unterstützung gewährt werden. Für Nachwuchswissenschaftler mit Kindern bis zu drei Jahre betreibt das CIPSM zudem eine eigene Kinderkrippe.
Ein Mentoring-Programm soll eine erfolgreiche Berufung weiblicher Wissenschaftler unterstützen und Symposien mit hochrangigen Wissenschaftlerinnen sollen den Forscherinnen Einblicke in Karrierewege und Erfahrungen ermöglichen und den wissenschaftlichen Austausch fördern.

## Finanzierung
Die finanziellen Mittel vom CIPSM werden im Zuge der Exzellenzinitiative der Bundesrepublik Deutschland und der Bundesländer in Kooperation mit der Deutschen Forschungsgemeinschaft zur Verfügung gestellt und bedarfsorientiert zugeteilt.

Prozentuale Verteilung der finanziellen Mittel von CIPS^{M} im Jahr 2009

Individuelle Förderungen von Wissenschaftlern des Forschungsclusters umfassen projektbezogene Förderung von Doktoranden- und Postdoc-Stellen, Förderungen zur Anschaffung von Großgeräten und die Förderung von Symposien und Sondervorlesungen neben der Förderung im Rahmen der Frauen- und Familienförderung.

## Forschungsergebnisse und Auszeichnungen
Neben der Auswahl des CIPSM-Clusters zu einem Ausgewählten Ort im Land der Ideen, wurden mehrere CIPSM-Forscher für die im Rahmen ihrer Arbeit am Exzellenzcluster erzielten Forschungsergebnisse ausgezeichnet:
- Thomas Carell erhielt den Otto-Bayer-Preis 2008 der Bayer Science & Education Foundation.[2]
- Patrick Cramer wurde 2007 mit dem Philip-Morris-Forschungspreis für die detaillierte Strukturaufklärung der RNA-Polymerase II ausgezeichnet.[3]
- Magdalena Götz erhielt den Gottfried-Wilhelm-Leibniz-Preis 2007 der Deutschen Forschungsgemeinschaft in Anerkennung ihrer Arbeiten auf dem Gebiet der molekularen Grundlagen der Hirnentwicklung.[4]
- Elena Conti erhielt gemeinsam mit Dr. Elisa Izaurralde vom Max-Planck-Institut für Entwicklungsbiologie in Tübingen den Gottfried Wilhelm Leibniz-Preis 2008 der Deutschen Forschungsgemeinschaft für „grundlegende neue Erkenntnisse zum intrazellulären RNA-Transport und zum RNA-Metabolismus“.[5]
- Stephan Sieber und Thomas Böttcher erhielten den Innovationspreis der BioRegionen in Deutschland 2008 für die Erforschung von Beta-Lactonen zur Behandlung von Krankheiten, welche gegen herkömmliche Antibiotika resistent sind.[6]
- Horst Kessler erhielt 2008 den Josef Rudinger Award of the European Peptide Society für seine Beiträge zur Peptid-Chemie.
- Heinrich Leonhardt wurde 2008 mit dem Binder Innovation Award für die Entwicklung fluoreszierender, Antigen-bindender Einzeldomänenantikörper, welche in lebenden Zellen exprimiert werden können, ausgezeichnet.[7]
- Thomas Cremer erhielt 2009 die Schleiden-Medaille der Deutschen Akademie der Naturforscher Leopoldina für seine prägenden Arbeiten auf dem Gebiet der Zellkernarchitektur.[8]

Zudem fördert das Bundesministerium für Bildung und Forschung die Kooperation „Experimental and theoretical methods for dissecting the dynamics of epigenetic gene silencing in living cells“ der CIPSM-Forschergruppen Leonhardt und Schotta mit der Universität Heidelberg.

## Veranstaltungen und Konferenzen
- Graduate School Life Science Munich (LSM): Ein internationales Förderprogramm für besonders begabte Diplom- oder Master-Absolventen in den Bereichen Anthropologie, Biochemie, Zellbiologie, Ökologie, Evolution, Genetik, Mikrobiologie, Plant Sciences, Systematik und Zoologie mit Vorlesungen, Seminaren und Workshops.

- CIPSM-Harvard Young Scientists’ Forum (YSF): Eine von CIPSM initiierte jährliche Veranstaltung zur Anregung des interdisziplinären Gedankenaustauschs zwischen Doktoranden und Postdocs der Harvard University und der Ludwig-Maximilians-Universität München.[9]

- CIPSM-Festveranstaltung im Deutschen Museum am 4. Mai 2009 im Rahmen der Initiative „Land der Ideen“ mit Festvorträgen zu aktuellen Ergebnissen der Proteinforschung des Clusters.[1]

- Elmau-Konferenz 2008 und Kloster Irsee-Konferenz 2009: Konferenzen über aktuelle Themen der Protein-Forschung in Kooperation mit der Bayer Schering Pharma AG.

- CIPSM-Vorlesung von Martina Havenith im Rahmen der Frauenförderung (2009).

- Alpenforum 2009: CIPSM unterstützt seit 2008 das Alpenforum des GDCh-Jungchemikerforums München, welches jährlich in Oberammergau abgehalten wird, um Studenten und Doktoranden der Chemie und angrenzender Wissenschaften die Möglichkeit zu verschaffen, sich über mögliche Berufswege und Karriereziele von Chemikern zu informieren, Unternehmensvertreter zu treffen und interessante Arbeitgeber kennenzulernen.[10]

- FRAU 2.0 „frau & mutter & wissenschaftlerin wie geht das überhaupt?“ (2009): Informationsveranstaltung für Studierende der Naturwissenschaften, insbesondere Chemie, Biologie und Pharmazie, über Karrieremöglichkeiten und Perspektiven weiblicher Naturwissenschaftler an der Ludwig-Maximilians-Universität München im Rahmen der Frauenförderung.

- CIPSM-Nachwuchs-Minisymposium: Vortrags- und Diskussionsveranstaltung an der Technischen Universität München über Trends und neue Entwicklungen in der Proteinforschung.

- Synthesefest: Vortragsveranstaltung an der Ludwig-Maximilians-Universität München über Organische Chemie mit internationalen Vortragenden aus Forschung und Wirtschaft.[11][12]

Zudem organisierte der CIPSM-Cluster
- das Chromatin Assembly and Inheritance of Functional States, 2nd Transregio 5 Symposium (2007),[13]

- die European Cooperation in the Field of Scientific and Technical Research „COST Meeting“ (2008),[14]

- den EMBO Workshop „Gene Transduction in Yeast“ (2008),[15]

- die 16th Lecture Conference ORCHEM 2008 in Kooperation mit der Gesellschaft Deutscher Chemiker und der Liebig-vereinigung für Chemie,[16]

- die 4th International Conference on the Hsp90 Chaperone Machine (2008).[17]

## Science Comment
Das Projekt Science Comment wurde von CIPSM 2009 eingerichtet, um eine Möglichkeit zu schaffen, Publikationen einschlägiger Fachzeitschriften der Fachbereiche Chemie, Biologie, Pharmazie und Medizin sachlich zu kommentieren und diskutieren mit dem Fernziel, die internationale Kommunikation von Forschungsergebnissen zu vereinfachen. Dem registrierten Benutzer ist es möglich, Bezug nehmend auf eine Publikation Kommentare und Kritik öffentlich zugänglich zu äußern oder die Publikation öffentlich zu diskutieren. Science Comment dient als Datenbank, um Anwendern eine Einschätzung der Qualität eines in einer Publikation verbreiteten Ergebnisses vor dessen Anwendung zu geben. Das so mögliche Prüfen eines veröffentlichten Ergebnisses auf Durchführbarkeit erspart den Anwendern Zeit und Kosten.